# Alexander Salák
Alexander Salák (* 5. Januar 1987 in Strakonice, Tschechoslowakei) ist ein tschechischer Eishockeytorwart, der seit Januar 2021 beim HC Sparta Prag aus der tschechischen Extraliga unter Vertrag steht.

## Karriere
Alexander Salák begann seine Karriere als Eishockeyspieler in seiner Heimatstadt beim HC Strakonice, ehe er in der Nachwuchsabteilung des HC České Budějovice weiter ausgebildet wurde. In der Saison 2001/02 kam er zudem zu Einsätzen für die U18-Junioren des IHC Písek. In den folgenden vier Jahren durchlief er die Junioren-Mannschaften des HC České Budějovice. Die Saison 2005/06 beendete der Torwart jedoch in der drittklassigen 2. Liga, in der er für den HC Strakonice und HC Tábor auf dem Eis stand.
Zur Saison 2006/07 wechselte Salák zu Jokipojat Joensuu aus der Mestis, der zweiten finnischen Spielklasse. Dort konnte er den TPS Turku aus der SM-liiga auf sich aufmerksam machen, der ihn im Sommer 2007 verpflichtete. In den folgenden zwei Spielzeiten der etablierte sich Salák als Stammtorhüter des Vereins und zeigte mit Fangquoten von 91,5 % und 92,3 % sehr gute Leistungen. Dies überzeugte das Management der Florida Panthers, die ihn vor der Saison 2009/10, Ende Mai 2009, unter Vertrag nahmen. Für die Panthers absolvierte er zwei NHL-Partien und kam ansonsten bei den Rochester Americans in der American Hockey League zum Einsatz.

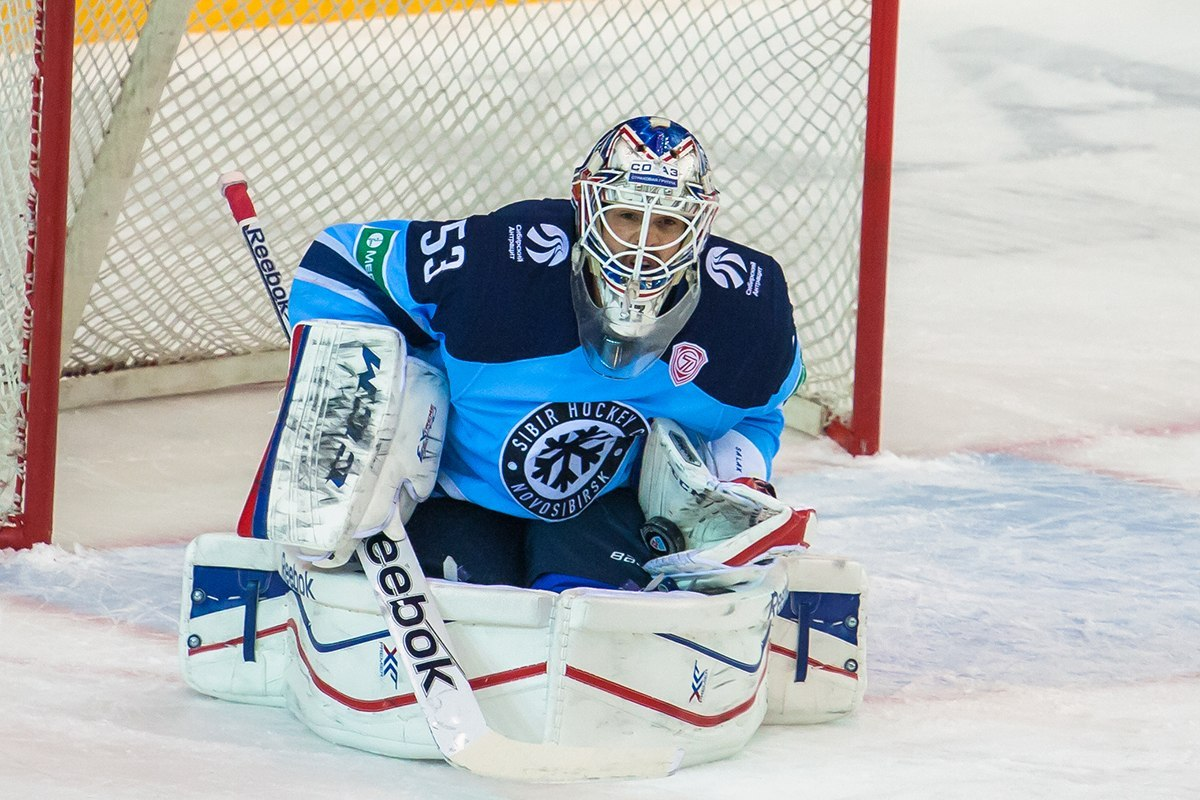
Salák im Trikot der HK Sibir Nowosibirsk

Im Sommer 2010 lief sein Vertrag aus. Da der Stammtorhüter des Färjestad BK, Robin Rahm, wegen Dopings suspendiert wurde, verpflichtete der schwedische Club Salák im August 2010. Im Februar 2011 gaben die Florida Panthers seine Rechte an die Chicago Blackhawks ab. In der Saison 2010/11 gewann Salák mit Färjestad BK die schwedische Meisterschaft. Ende Mai 2011 nutzten die Chicago Blackhawks ihre Rechte an Salák und dieser unterschrieb einen Vertrag über zwei Jahre Laufzeit. Anschließend spielte Salák bei den Rockford IceHogs, kam aber während der Saison 2011/12 nur 21 Mal zum Einsatz und kehrte daher im Sommer 2012 zum Färjestad BK zurück.
In der Saison 2012/13 der Elitserien wies Salák den besten Gegentorschnitt und Fangquote aller Torhüter der Liga auf, was den SKA Sankt Petersburg aus der Kontinentalen Hockey-Liga bewog, ihn im Mai 2013 zu verpflichten. Beim SKA spielte er bis Dezember 2014 und zeigte dabei gute Leistungen, ehe er gegen Mikko Koskinen vom HK Sibir Nowosibirsk eingetauscht wurde. In den folgenden vier Jahren war Salák Stammtorhüter von Sibir Nowosibirsk und gehörte regelmäßig zu den statistisch besten Torhütern der Liga. 2018 erhielt er keinen neuen Vertrag bei Sibir und wechselte innerhalb der KHL für ein Jahr zu Lokomotive Jaroslawl. Für den Eisenbahner-Sportklub aus Jaroslawl absolvierte er insgesamt 26 Partien in der KHL und zeigte dabei überzeugende Leistungen.
Anschließend wechselte der Tscheche für die Saison 2019/20 innerhalb der KHL zum lettischen Hauptstadtklub Dinamo Riga. Nach Ablauf seines Vertrages mit Dinamo Riga war er ohne Anstellung, ehe er zum Jahreswechsel 2020/21 vom HC Sparta Prag aus der tschechischen Extraliga unter Vertrag genommen wurde.

### International
Für Tschechien nahm Salák an der U18-Junioren-Weltmeisterschaft 2005 teil, bei der er mit seiner Mannschaft den vierten Platz belegte.

## Erfolge und Auszeichnungen
- 2010 Teilnahme am AHL All-Star Classic
- 2011 Schwedischer Meister mit Färjestad BK
- 2013 KHL-Torwart des Monats November
- 2015 KHL-Torwart des Monats Oktober